# Bagé (navio)
O vapor Bagé foi um navio brasileiro, utilizado no transporte de carga e de passageiros, torpedeado pelo submarino alemão U-185, em 31 de julho de 1943, no litoral do estado de Sergipe.
Pertencente ao Lloyd Brasileiro, foi o navio brasileiro de maior tonelagem a ser atacado pelos submarinos do Eixo, e o trigésimo-segundo a ser afundado durante a Segunda Guerra Mundial, onde morreram 28 pessoas, dentre as quais, o seu comandante, Capitão-de-Longo-Curso Arthur Monteiro Guimarães.

## O navio e sua história
Quando foi afundado, o Bagé já navagava há trinta anos, uma vez que fora construído em 1912, no estaleiro Stettiner Maschinenbau AG Vulcan, em Stettin (Alemanha), atualmente Szczecin, Polônia.
Foi originalmente batizado de Sierra Nevada, sendo de propriedade da Norddeutscher Lloyd, de Bremen e fez, em 1913, sua viagem inaugural entre aquela cidade e Buenos Aires, com escalas em Lisboa, Rio de Janeiro e Montevideo.
Era um navio misto, ou seja, de carga e com acomodações para passageiros, com arqueação bruta de 8.235 toneladas, 133,9 metros de comprimento, 17,1 metros de largura e 10,7 metros de calado. Equipado com um motor a vapor de tripla expansão acoplado a duas hélices, possuía uma potência nominal de 600 HP, capaz de desenvolver uma velocidade de 13 nós.
Em 10 de setembro de 1914, pouco após eclodir a Primeira Guerra Mundial, encontrava-se no porto do Recife, onde ficou retido por quase três anos, quando, então, foi formalmente confiscado pelo Governo Brasileiro, a 1º de junho de 1917, ocasião em que o país rompeu relações diplomáticas com o Império Alemão. Foi rebatizado de Bagé, em homenagem à cidade do estado do Rio Grande do Sul, e registrado no Porto do Rio de Janeiro. Passa a ser operado diretamente pelo Estado e, em 1922, é cedido ao Lloyd Brasileiro, o qual lhe adquire a plena propriedade em 1926.
A sua principal rota de operação era entre Santos e Hamburgo, deixando de realizar esta rota após o Brasil ter declarado guerra ao Eixo, em agosto de 1942. Com a supressão dessa linha passou a fazer a navegação de cabotagem. A última viagem feita pelo Bagé à Europa (Lisboa, exatamente), teve como objetivo conduzir os diplomatas do Eixo que haviam deixado o país para serem trocados pelos congêneres brasileiros.
Em junho de 1942, o vapor já havia sofrido um acidente no mar de menor gravidade.

## O afundamento
O navio fazia parte do comboio TJ-2 (Trinidad-Rio de Janeiro), com destino final em Santos, e escalas em Belém, Fortaleza, Recife e Salvador, com 107 tripulantes e 27 passageiros, carregando cerca de cinco mil toneladas de carga, principalmente  fibras, borracha, castanha de caju, couros e algodão.
No trecho entre Recife e Salvador, na noite de 31 de julho, o comodoro, a bordo do cruzador Rio Grande do Sul, ordenou ao capitão do navio que abandonasse a formação, uma vez que expelia fumaça em demasia, o que punha em risco todo o comboio.
Assim, pouco depois das 21h30 (2:36, do dia 1º de agosto, pelo Horário da Europa Central), o navio virou para estibordo e, cerca de 30 milhas náuticas ao sul de Aracaju, navegando solitário em seu novo curso, foi torpedeado a meia-nau por bombordo, pelo U-185, comandado pelo Capitão-tenente August Maus. Em seguida, o navio foi atingido no seu passadiço por uma granada incendiária aumentando ainda mais o pânico dos tripulantes e passageiros, muitos dos quais já dormiam em seus camarotes. Imediatamente, o navio adernou e a água começou a inundar os compartimentos. Não durou mais do que quatro minutos para que o navio começasse a mergulhar sob as ondas.
Pego de surpresa no meio da noite, muitos ocupantes não tiveram tempo de sair de seus camarotes para o abandono do navio. No entanto, os tripulantes apresentaram notável abnegação, quando empenharam todos os esforços para resgatar as pessoas que se encontravam em situação mais crítica. Poucas baleeiras puderam ser arriadas e, para aumentar a angústia, a maioria dos botes salva-vidas foi destruída, e os que sobraram foram atirados ao mar de ponta-cabeça. No esforço sobre-humano, apesar da escuridão, alguns náufragos conseguiram alcançar e endireitar um deles, mas o de número 5 virou nas águas agitadas causando a morte de dois homens.
Em uma grande área coberta com destroços, os tripulantes e passageiros conseguiram sobreviver agarrados a eles durante a madrugada toda. Na escuridão impenetrável, os mais lúcidos gritavam à procura de outros sobrviventes para evitar a dispersão. Todos esses momentos excruciantes foram testemunhados pelo submarino, o qual manteve uma curta distância dos náufragos, enquanto um holofote na torre de comando varria a área e fotografava os homens sobreviventes que lutavam para se manterem à tona.
Quando amanheceu, os poucos homens ainda em condições físicas reuniram todos os sobreviventes em três botes salva-vidas e três balsas, e definiram a rota para chegaram em terra. No entardecer do dia 1º, um dos barcos, com 28 homens, e depois de superar as barreiras de arrecifes existentes ao longo da costa, deu em terra junto ao farol da foz do Rio Real, um lugar de memórias dolorosas para os brasileiros pelos afundamentos de agosto de 1942.
Outro barco, com 28 sobreviventes, que trazia a reboque um outro, com mais sete homens, desembarcou em uma praia perto do municipio de São Cristóvão. Um terceiro bote chegou às praias do que é hoje o município de Conde, no norte da Bahia. Os demais sobreviventes, nos botes restantes, conseguiram chegar às praias da região. Dos 134 que estavam a bordo, morreram, no total, 28 pessoas, sendo 20 tripulantes — dentre os quais o comandante Arthur Monteiro Guimarães — e oito passageiros.

## Repercussão

### Na Marinha
As circunstâncias em que ocorreu o desastre do Bagé causaram um mal-estar na Marinha do Brasil para com o Comando da Quarta Frota dos Estados Unidos, responsável pela organização dos comboios.
Os brasileiros sugeriram a adoção de outras medidas de precaução menos drásticas a serem aplicadas aos navios que faziam excesso de fumaça, uma vez que a ordem para que tais navios fossem obrigados a se retirar de um comboio mostrava-se simplista demais e não resolvia o problema dos torpedeamentos, pois, justamente, tornava-os presas mais fáceis ao ataques dos "u-boot".

### Na imprensa
Seguem-se manchetes publicadas no Jornal Folha da Manhã no início do mês de agosto de 1943:
RIO, 7 - URGENTE - Atingido por um único torpedo.
O navio do Lloyd Brasileiro "Bagé", cujo torpedeamento por um submarino nazista se divulgou hoje, foi atacado e atingido por um único torpedo à altura de Rio Real, distante trinta milhas da costa sergipana às 21 horas presumivelmente. Segundo as declarações telegráficas a tribulação se compunha de 108 homens e levava 30 passageiros. O comandante Arthur Guimarães continua desaparecido presumindo-se tenha ficado preso dentro da cabine do rádio-telegrafista quando alí foi determinar irradiação de um supremo SOS.
RIO, 7 - URGENTE - Passageiros salvos.
É a seguinte a lista de passageiros do Bagé recolhidos segundo a informação do Loide Brasileiro: Tenente Arthur Paulo dos Santos, Amalia Santos, um menor de quatro anos, Anilde Santos, Maria Celeste Fernandes, Arthur Martins, Sebastião Costa Lyra, Ermelindo Passos Vianna, Arnaldo Lima e Silva, Antonio Ferreira Silva, Julio Fernandes Gomes Filho, Geraldo Seabra Mello, Januário Silva, João Joaquim Sant'Anna, Thomaz Aquino Santos.
RIO, 7 - Os tripulantes recolhidos.
De acordo com as informações até agora recebidas pelo Loide Brasileiro, foram recolhidos os seguintes tripulantes: Samuel Borges, Edmar de Andrade, Gilberto da Costa Freitas, José Dias de Azevedo, Alidou Diegoli, Nilton Bartholomeu Basilio, Luiz Augusto de Oliveira Lima, Martiniano Antonio da Silva, João Galdino de Mello, Agricio Miranda de Araujo, João Victoriano dos Santos, Domingos Fortes do Nascimento, Avenlies Dantas de Araujo, Jayme José dos Santos, Antonio Oseas dos Santos, Pedro Gonçalves da Silva, Manoel Estevão de Sousa, Antonio Gouvea Leal, Florencio Conceição, Honorato Aloisio de Almeida, João Pereira da Silva, Carlos Silveira do Monte, Lafayette Salvador Jesus Passos, Napoleão Paulino dos Santos, Amaro José de Sant'Anna, Amaro da Costa Lima, Miguel Arcanjo de Albuquerque, Joaquim Lopes de Araujo, Gilberto Prado de Sant'Anna, Luiz Adelino, Nicolau Lourenço Valle, Leonidas da Silva Santos, Celestino dos Santos, Sebastião Ayres Bulhões, Luis de Vasconcellos, Francisco Lopez, Gumercindo da Silva, Joaquim Oliveira Pessoa, Nahu de Queiroz Portal, Domingos Gonçalves Marron, Roldão Oliveira Moreira Estevão, Victor da Silva, Quintinho Aniceto do Carmo, José Luiz dos Santos, Octacilo Manoel da Silva, João de Sousa Braga , Anselmo Silvino Maia, José Fernandes Pinto, Juvencio Alves, Domingos Grego, Antonio Cabral, José Florencio Bandeira, José Pereira Noronha, Acacio da Rocha, João Rodrigues Silva, José Miguel dos Santos.
RIO, 7 - Mais tripulantes salvos.
De acordo com o que informam os telegramas de Agência Nacional conseguiram se salvar mais os seguintes tripulantes: Francisco Ferreira Porto, Francisco Pereira dos Santos (Cabo Foguista), João Pedro de Lima (Cabo Foguista), Carlos José de Carvalho (Carvoeiro), Cecilio Soares de Mendonça (Carvoeiro), José Antonio da Silva (Carvoeiro), Fortunato da Silva (Carvoeiro).